# 사빈 후인

사빈 후인

사빈 후인(베트남어: Sabine Huynh, 1972년 ~ )은 이스라엘의 베트남계 시인, 작가, 평론가, 번역가이다.
베트남 호찌민 시 출신이며 프랑스 리옹 대학교에서 영문학, 잉글랜드 케임브리지 대학교에서 교육학, 캐나다 오타와 대학교에서 사회언어학을 전공했다. 2002년부터 2008년까지 예루살렘 히브리 대학교에 재학하면서 언어학 박사 학위를 취득했다.